# 2003 QL91
2003 QL91, também escrito como 2003 QL91, é um objeto transnetuniano que está localizado no Cinturão de Kuiper, uma região do Sistema Solar. Este corpo celeste é classificado como um cubewano. Ele possui uma magnitude absoluta de 6,7 e tem um diâmetro estimado com 211 km.

## Descoberta
2003 QL91 foi descoberto no dia 25 de agosto de 2003 pelo astrônomo Marc W. Buie.

## Órbita
A órbita de 2003 QL91 tem uma excentricidade de 0,006 e possui um semieixo maior de 42,855 UA. O seu periélio leva o mesmo a uma distância de 42,594 UA em relação ao Sol e seu afélio a 43,117 UA.